# Стратегија ЕУ за Јадранско-јонски регион
Европски савет је 29. септембра 2014. године донео закључке о Стратегији Европске уније за Јадранско-јонски регион (ЕУСАИР) којима је наглашено да је „ЕУСАИР од интереса за све државе чланице ЕУ и да има капацитет да допринесе даљој интеграцији унутрашњег тржишта, стабилности подручја, као и да подстакне сарадњу између ЕУ и земаља које нису чланице ЕУ." У региону Јадранског и Јонског мора живи више од 70 милиона људи.
ЕУСАИР представља једну од четири макрорегионалне стратегије ЕУ у које спадају и стратегије за: Балтички регион (2009), Дунавски регион (2011) и Алпски регион (2016).
Циљ ЕУСАИР-а је промовисање економског, социјалног напретка и развоја у Јадранско-јонском региону унапређењем атрактивности, конкурентности и повезаности.
Државе које учествују у спровођењу стратегије ЕУСАИР су: Албанија, Босна и Херцеговина, Хрватска, Грчка, Италија, Црна Гора, Северна Македонија, Србија и Словенија. Четири земље учеснице су чланице ЕУ, док за остале земље које још увек нису чланице ЕУ, ЕУСАИР би требало да додатно допринесе процесу европских интеграција  Западног Балкана.
Радом ЕУСАИР-а координира Управљачки одбор по принципу ротирајућег председавања уз подршку Европске комисије. Стални чланови Управљачког одбора су два званично именована представника из сваке земље („један високи званичник из Министарства спољних послова и један високи званичник из националне администрације задужен за координацију фондова ЕУ у земљи“), координатори стубова (Плави раст , Повезивање региона, Квалитет животне средине и Одрживи туризам  ), представници Европске комисије, представник Европског парламента, између осталих европских званичника.
У виду завршног догађаја председавања, организује се ЕУСАИР Годишњи форум, који је место сусрета великог броја заинтересованих страна из свих земаља учесница, на коме се  разговара о „напретку стратегије ЕУСАИР и дефинише план  за будућност".